# Cratone
Il termine è stato proposto dal geologo tedesco L. Kobel nel 1921 come kratogen (dal greco κράτος = forza) per riferirsi alle piattaforme continentali stabili, in contrapposizione a orogen (dal greco ὄρος = montagna) riferito alle cinture orogenetiche.
I cratoni (dal greco kràtos - robusto, rigido) sono le parti più rigide, antiche e stabili della crosta continentale. Un cratone rappresenta un'ampia area geologica che per centinaia di milioni di anni non ha subito grandi modificazioni geologiche (sconvolgimenti tettonici, ripiegamenti,...) e che è sopravvissuta alla "fusione" e separazione di continenti e supercontinenti per almeno 500 milioni di anni.
I cratoni, rigidi e stabili, si contrappongono agli "orogeni", instabili e deformabili, dove si originano le catene montuose.
I cratoni si trovano generalmente all'interno dei continenti e sono composti da una crosta di rocce ignee sialiche come il granito, collegata a una sezione del mantello superiore. La litosfera nelle aree cratoniche può estendersi in profondità da 150 a 320 km.
In ogni cratone lo scudo è l'area di affioramento del basamento cristallino, mentre il tavolato o piattaforma, è la parte dove al basamento sono sovrapposte rocce sedimentarie più recenti. Nella letteratura geologica il termine cratone è a volte usato, in maniera un po' ambigua, come sinonimo di scudo.

## Suddivisioni

Cratoni con indicata l'età di formazione

I cratoni sono suddivisi geograficamente in province, ognuna delle quali è definita come Arcona, Protona, Tectona in relazione all'età geologica:
- Arcona: parte di rocce risalenti all'Archeano, più di 2,5 miliardi di anni fa.
- Protona: parte di rocce formatesi tra l'inizio e la metà del Proterozoico, più di 1,6 miliardi di anni fa.
- Tectona: parte di rocce risalente all'ultima parte del Proterozoico, tra 1,6 miliardi e 800 milioni di anni fa.

I cratoni più antichi rivestono grande interesse per le compagnie minerarie, in quanto vi si possono trovare preziosi depositi di minerali e diamanti.

## Localizzazioni
Alcuni cratoni, elencati per placca tettonica, includono:

### Placca sudamericana
- Cratone Amazzonico
  - Scudo della Guiana
  - Scudo del Brasile Centrale
  - Bacino Amazzonico
- Cratone del São Francisco
  - Bacino di Parnaiba
- Cratone del Río de la Plata
  - Bacino di Paranà

### Placca nordamericana

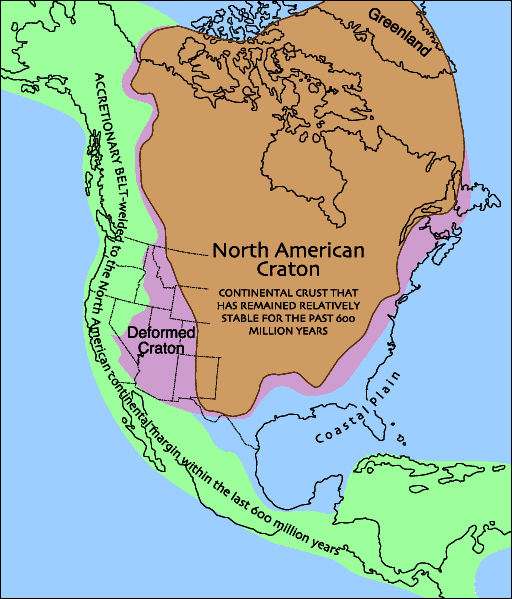
Immagine del cratone individuato nell'area nordamericana

- Cratone Nordamericano o Scudo Laurenziano o Scudo canadese
  - Cratone del Wyoming
  - Cratone Rae (Territori del Nord-Ovest)
  - Cratone Churchill (Territori del Nord-Ovest)
  - Cratone Hearne
  - Cratone Slave (Territori del Nord-Ovest)
  - Cratone Superiore (Quebec, Manitoba)
  - Cratone Nain (Groenlandia meridionale, Labrador orientale)

### Placca eurasiatica

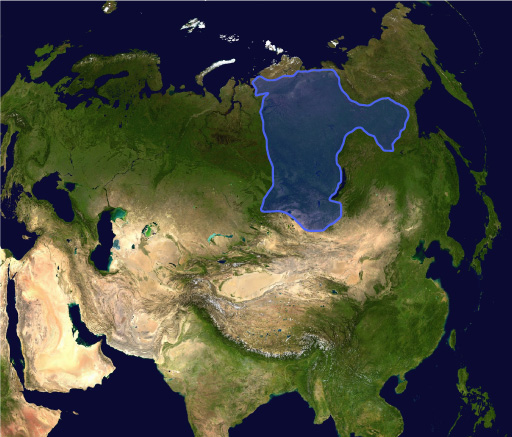
Immagine del cratone individuato nell'area siberiana

- Cratone delle Midland (Inghilterra, Galles)?
- Cratone dell'Europa Orientale
  - Scudo baltico o Fennoscandinavo
    - Provincia di Kola o di Sami
    - Provincia di Belmore
    - Provincia di Carelia
    - Provincia di Svecofennia
    - Provincia di Sveconorvegia

  - Cratone sarmatico o Cratone Scita
    - Scudo ucraino: 0,256 milioni di km²
    - Massiccio di Voronezh

  - Cratone Volgo-Uraliano
    - Bacino Russo
- Cratone Centroasiatico-Siberiano o del Kazakhstan
- Cratone Siberiano o di Angara
  - Scudo di Anabar: situato a nord
  - Scudo dell'Aldan: situato a sud-est
- Cratone Yakutai (Siberia orientale)
- Cratone Tarim
- Cratone della Cina del Nord (Sino-Coreano o dello Huangho): 1,7 milioni di km²
  - Blocco Orientale
  - Blocco Occidentale
- Cratone della Cina del Sud: 2,0 milioni di km²
  - Blocco Catahysia
  - Blocco Yangtze

### Placca indo-australiana
- Cratone Indiano
  - Cratone del Dharwar
  - Cratone Bastar o Bhandara
  - Cratone Singhbhum
  - Cratone Bundelkhand
  - Cratone Aravalli
- Cratone dell'Australia Occidentale
  - Cratone Yilgarn (Australia Occidentale)
  - Cratone Pilbara (Australia Occidentale)
- Cratone dell'Australia Settentrionale
  - Cratone di Mount Isa
- Cratone dell'Australia Meridionale o Mawson
  - Cratone Gawler (Australia Meridionale)
- Cratone Altjawarra
- Cratone Centrale
- Cratone Curnamona (Australia Meridionale)

### Placca antartica
- Cratone dell'Antartide Orientale
  - Cratone Mawson
  - Cratone Grunehogna

### Placca africana
- Cratone Malgascio
- Scudo dell'Etiopia occidentale
- Cratone Somalo ?: 1,0 milioni di km²
- Cratone del Kalahari: 1,5 milioni di km²
  - Cratone del Kaapvaal (Sudafrica)
  - Cratone dello Zimbabwe
- Cratone del Congo: 2,2 milioni di km²
  - Blocco Bangwelu (Malawi, Mozambico, Zambia)
  - Cratone del Kasai
  - Cratone della Tanzania
  - Cratone di Tete
- Metacratone Sahariano (Libia, Sudan, Egitto)
- Metacratone Tuareg o di Hoggar
- Cratone dell'Africa occidentale o del Sahara: 3,5 milioni di km²
  - Cratone Sahariano (Algeria)
  - Scudo di Man o Leo-Man
  - Scudo della Costa d'Avorio (Benin, Costa d'Avorio, Ghana)

### Placca araba
- Cratone Arabo